# Kanton Renwez
Kanton Renwez (fr. Canton de Renwez) byl francouzský kanton v departementu Ardensko v regionu Champagne-Ardenne. Tvořilo ho 15 obcí. Zrušen byl po reformě kantonů 2014.

## Obce kantonu
- Arreux
- Cliron
- Ham-les-Moines
- Harcy
- Haudrecy
- Lonny
- Les Mazures
- Montcornet
- Murtin-et-Bogny
- Remilly-les-Pothées
- Renwez
- Saint-Marcel
- Sécheval
- Sormonne
- Tournes